# ترکیبات آلی نیکل

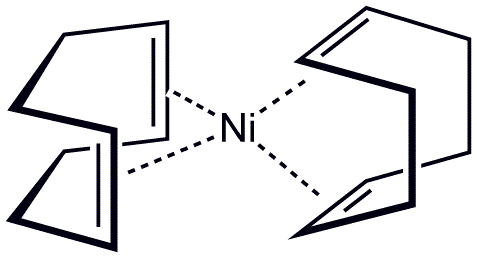
بیس (سیکلواکتادی‌ان) نیکل (۰) نمونه‌ای از یک ترکیب آلی نیکل

ترکیبات آلی نیکل(به انگلیسی: Organonickel Compound) دسته‌ای از ترکیبات آلی فلزی هستند که شامل پیوند بین اتم‌های کربن و نیکل هستند. این ترکیبات عمدتاً در صنایع شیمیایی به عنوان کاتالیزور و همچنین در فرایند انباشت به روش تبخیر شیمیایی کاربرد دارند. نخستین ترکیب آلی نیکل کشف شده تتراکربونیل نیکل بود که در سال ۱۸۹۰ کشف گردید و سپس برای خالص سازی نیکل در فرایند موند از آن استفاده شد.